# Vilșanka, Murovani Kurîlivți
Vilșanka (în ucraineană Вільшанка) este un sat în comuna Kotiujanî din raionul Murovani Kurîlivți, regiunea Vinnița, Ucraina.

## Demografie
Componența lingvistică a localității Vilșanka
     Ucraineană (100%)
Conform recensământului din 2001, toată populația localității Vilșanka era vorbitoare de ucraineană (100%).